# Lucchese da Poggibonsi
Lucchese, (anche Lucesio, Lucio o Lucchesio) (Gaggiano, tra il 1180 e il 1182 – Poggibonsi, 28 aprile ante 1251), è stato un religioso italiano.
Patrono della città di Poggibonsi, è venerato come beato dalla Chiesa cattolica; fu il primo terziario francescano.

## Biografia
Nato a Gaggiano, piccolo borgo sulla strada che da Poggibonsi porta a Castellina in Chianti, Lucchese aveva tentato in giovane età la carriera delle armi.
A capo di una fazione guelfa, si impegnò in prima persona nelle lotte che agitavano la Toscana, fino a quando in seguito a una sconfitta si vide costretto a fuggire e cercare rifugio altrove.
Trasferitosi a Poggibonsi (che in quel periodo con il nome di Poggiobonizio stava godendo di una sorta di "boom economico" medievale) e abbandonata la carriera militare finì col prendere in moglie la nobile Bona, figlia di Bencivenni de' Segni, comunemente chiamata Buonadonna Segni e avviare una florida attività commerciale.
Secondo la tradizione, Lucchese diventò in breve tempo, oltre che uno dei più ricchi e potenti mercanti della Toscana, anche un uomo avaro; Buonadonna, la moglie al quale probabilmente doveva gran parte della sua fortuna, non si mostrò diversa.
La morte prematura dei figli lo spinse a una "conversatio" spirituale che, condivisa dalla moglie, lo avrebbe avvicinato alle proposte penitenziali della primitiva fraternità francescana, in fase di espansione toscana e valdelsana nei primi decenni del Duecento.
Col passare degli anni, Lucchese, ormai indurito nell'avarizia, si avvicinò quindi alla religione cominciando a prendere molto sul serio i doveri di cristiano, diversamente da quando, nel 1221, passò da Poggibonsi Francesco d'Assisi. Lucchese lo aveva già conosciuto come il figlio del suo collega Pietro di Bernardone, mercante di lana ad Assisi, ma ora i seguaci di Francesco aumentavano, e anche Lucchese e Buonadonna, che lo ospitavano nella loro casa, ne furono conquistati.
Sempre secondo la tradizione, furono proprio i due sposi a chiedergli una regola come egli aveva già dato ai frati e alle suore di santa Chiara. Una norma di vita cristiana e francescana, con la quale anch'essi potessero vivere nella consacrazione al loro Dio.
Francesco pensava già da tempo ad una istituzione che raggruppasse sotto una regola di vita, anche i laici, che si sposavano e lavoravano, e non potevano quindi seguire completamente i tre voti francescani di castità, obbedienza e povertà e la richiesta dei due sposi di Poggibonsi lo spinse ad attuare quella idea. Intanto fece indossare a Lucchese e a Buonadonna un saio simile a quello dei frati, cinto alla vita con una corda annodata.
Più tardi, inviò loro la Regola del cosiddetto Terz'ordine francescano, che verrà poi definita "Midolla del Santo Evangelo".
La tradizione secondo la quale i due furono i primissimi terziari francescani non è sicura, però sembra trovare conferma in una pala d'altare di Filippino Lippi che dalla chiesa francescana di San Salvatore al Monte al Monte a Firenze finì al Memphis Brooks Museum of Art: vi compaiono, attorno a Francesco d'Assisi, i Santi "terziari" Luigi IX di Francia, Elisabetta d'Ungheria, Lucchese e la moglie Buonadonna.

## Culto

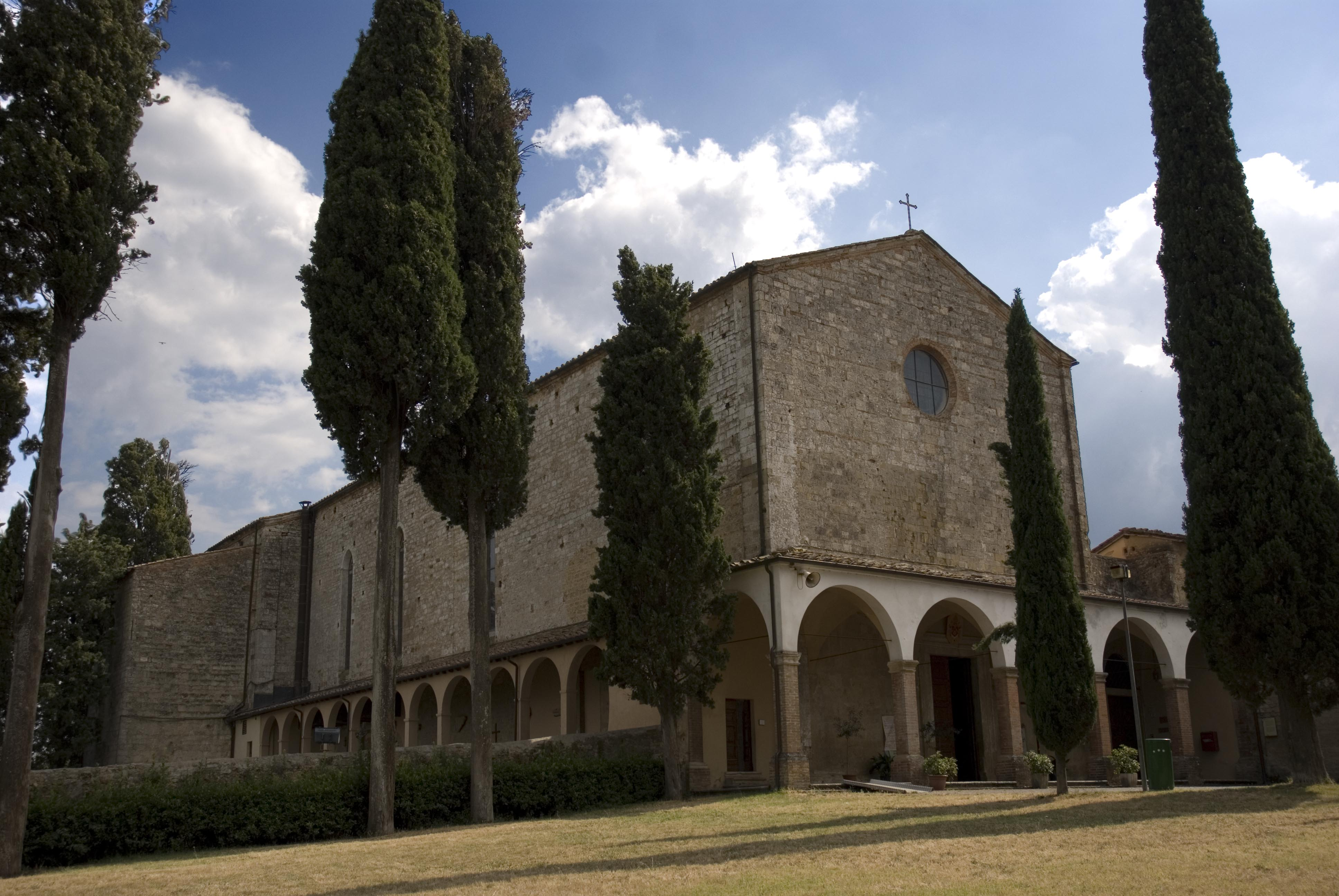
Convento di San Lucchese, Poggibonsi

Certamente essi furono i primi a raggiungere la "gloria degli altari", visto che a Poggibonsi il culto di Lucchese e di Buonadonna ebbe inizio subito dopo la loro morte e che la basilica che gli stessi sposi avevano contribuito a costruire, dando fondo agli ultimi loro capitali, consacrata in un primo momento a Francesco d'Assisi, fu poi subito dedicata a Lucchese: la morte secondo la tradizione colse i coniugi nello stesso giorno. La tomba di san Lucchese viene ricordata in un documento del 1251, quindi la data della sua morte è sicuramente anteriore a tale anno. Oggi i resti del corpo del Beato sono conservati in un'urna esposta nel transetto sinistro della basilica. La sua memoria liturgica è il 28 aprile.
Lucchese fu beatificato da Innocenzo XII il 27 marzo 1697. Gregorio XVI ne confermò il culto il 23 agosto 1883.